# Рамананда
Рамана́нда или Сва́ми Рамана́нда (ок. 1400—1470) — вайшнавский святой, социальный реформатор и выдающийся деятель движения бхакти. Считается основателем Рамананди-сампрадаи. Рамананда принимал учеников из всех каст. Наиболее известными из них были Дханна Бхагат, Кабир, Набхадас, Бхагат Пипа, Равидас, Бхагат Саин и Тулсидас.
Раманада родился в Праяге. В ранней юности он оставил родительский дом и, приняв санньясу, поселился в Варанаси, где занялся изучением Вед и философии шри-вайшнавизма Рамануджи. Завершив обучение, Рамананда сам стал гуру и начал принимать учеников. В ученики он брал любого, общаясь и принимая пищу с представителями всех каст. Это привело к конфликту с ортодоксальными брахманами и побудило Раманаду оставить шри-вайшнавизм и основать свою собственную традицию, рамананди.
Учение Рамананды было очень близко к шри-вайшнавизму. Он отбросил запрет на трапезу с представителями низших каст и не следовал строгим правилам, согласно которым все священные тексты должны были непременно изучаться на санскрите. Открыв духовные общины в Агре и Варанаси, Рамананда обучал своих учеников на хинди, так как большинство из них были выходцами из низших слоёв общества и не обладали познаниями в санскрите. Среди его ближайших 12 последователей была одна женщина, кожевник Равидас и мусульманин Кабир. Некоторые историки, однако, указывают на отсутствие упоминаний о Рамананде в произведениях Кабира и Равидаса, что может свидетельствовать о том, что на самом деле они не были его учениками.